# Bonbon coco (au coco râpé)
Pour les articles homonymes, voir Bonbon coco.

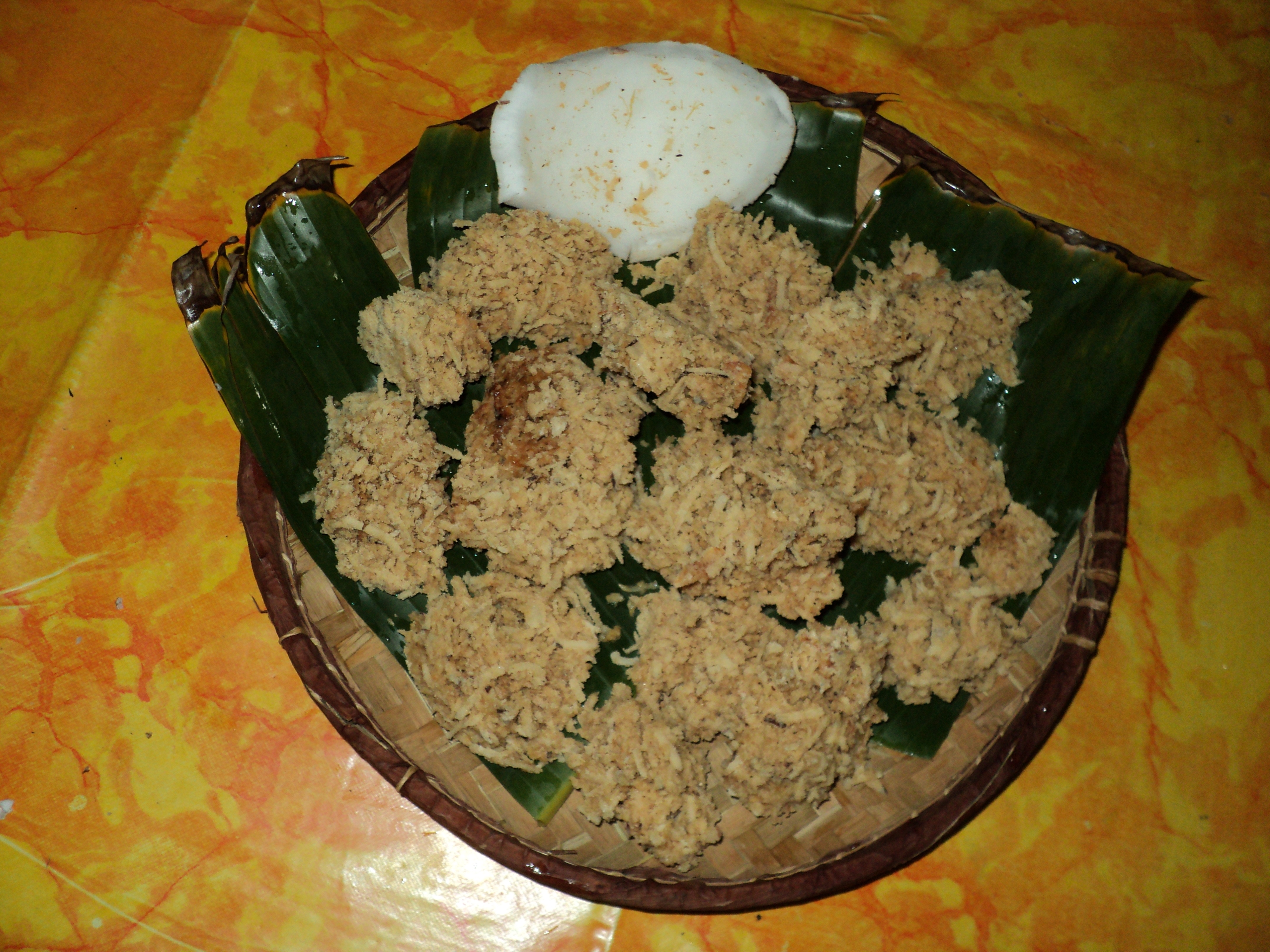
« Colle coco », bonbon coco créole.

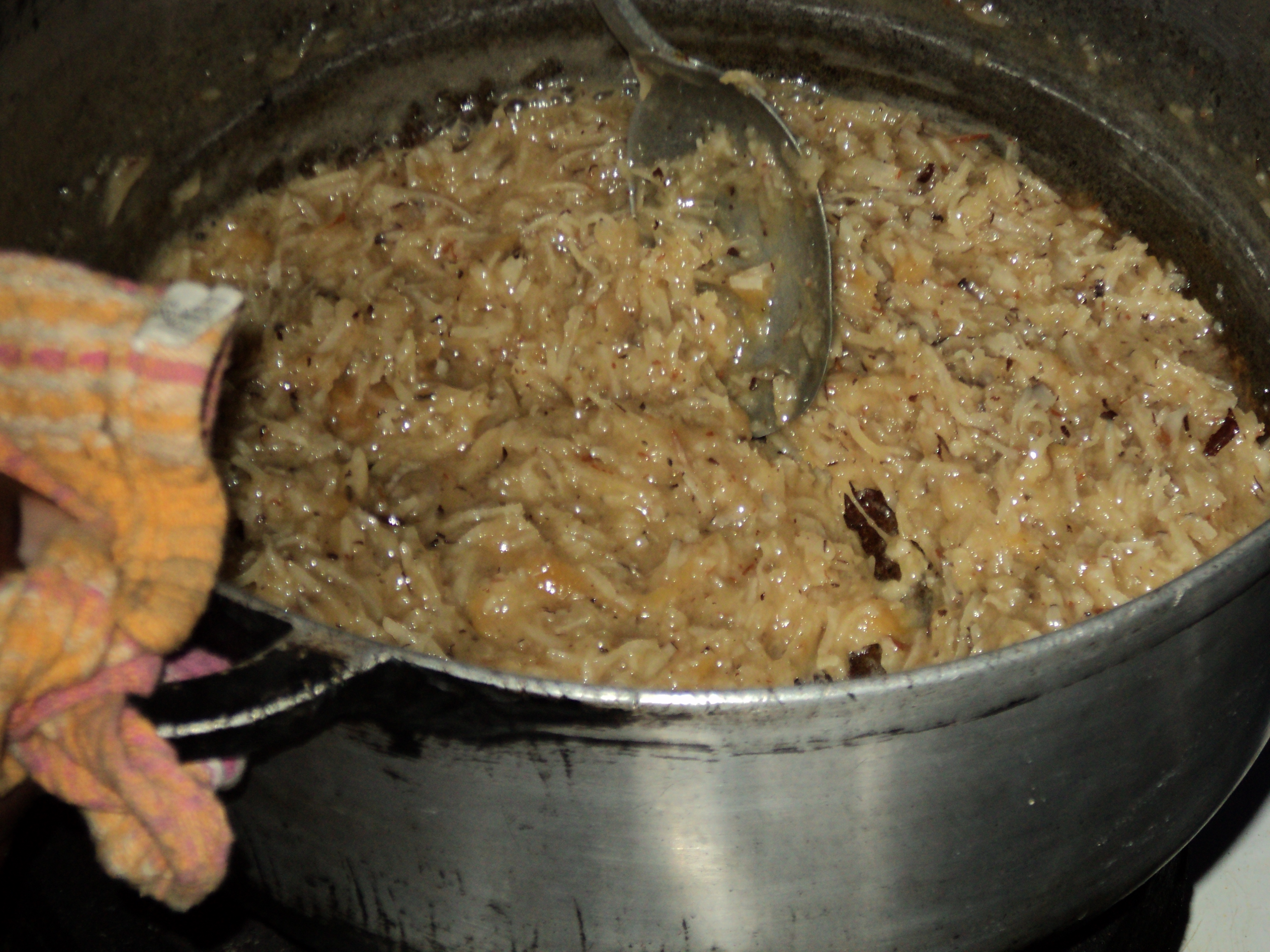
Cuisson.

Le bonbon coco est une sucrerie réunionaise compacte fabriquée à partir de noix de coco râpée.

## Description
Le bonbon coco présente sous la forme d'une petite galette enflée, généralement colorée de couleurs vives qui varient selon les parfums.
Ils diffèrent des bonbons coco, homonymes, mais confectionnés à partir de lait de coco.

## Fabrication
Les ingrédients et proportions sont approximativement de 1 kg de sucre, 1 kg de coco râpé, 1 gousse de vanille et un demi-litre de lait. Tous les ingrédients sont mélangés puis mis à cuire pendant environ une heure afin de former la pâte qui est ensuite découpée et mise en forme. Des colorants alimentaires et des parfums peuvent être ajoutés.

## Anecdote
Sur l'île de la Réunion, une comptine faisant l'éloge du bonbon coco est répandue :
Bonbon coco mounwar !

Sa lé dou, sa lé bon !

Bonbon coco vi voi

Sa i fond dan la bouche

Mi di a ou dalon

Sa lé fré dan la bouche

I komanss rare a croire

Na pu boutik chinois !